# Pontiac GTO
El Pontiac GTO és un automòbil esportiu fabricat per l'empresa nord-americana Pontiac entre els anys 1964 i 1974, i per l'australiana Holden des de 2004 a 2006. Sovint es considera com el primer veritable Muscle car. Des de 1964 fins a mitjans de 1973, estava estretament relacionat amb el Pontiac Tempest i per a la línia 1974, any en què es basa en el Pontiac Ventura. El GTO del segle XXI és essencialment un Holden Monaro amb el volant a l'esquerra, en si mateix una variant del cupè Holden Commodore.
El Pontiac GTO va ser el model que va posar de moda els Muscle Cars i és el primer muscle car de la història de l'automòbil. Desgraciadament el seu èxit es va veure bastant limitat per culpa de la crisi del petroli per la qual va travessar Estats Units en principis dels anys 70.
Molts dels cotxes clàssics americans són de la generació 69-73, a causa que els grans esportius amb potents motors V8 i tracció posterior, van ser desplaçats gairebé per complet pels calmen europeus, molt més barats i amb motors de quatre cilindres en línia que consumian menys gasolina. No obstant això el GTO és un acte clàssic i és un emblema dels Muscle Cars.
Per un curt període de 2004 a 2006 GM va vendre el Pontiac GTO partint del Holden Monaro equipant el mateix motor LS2 del Corvette.
Evolució del Pontiac GTO:

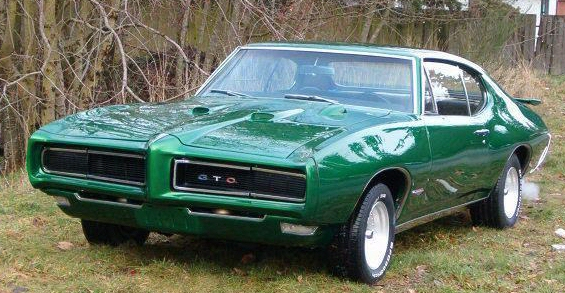
Pontiac GTO, model de 1969
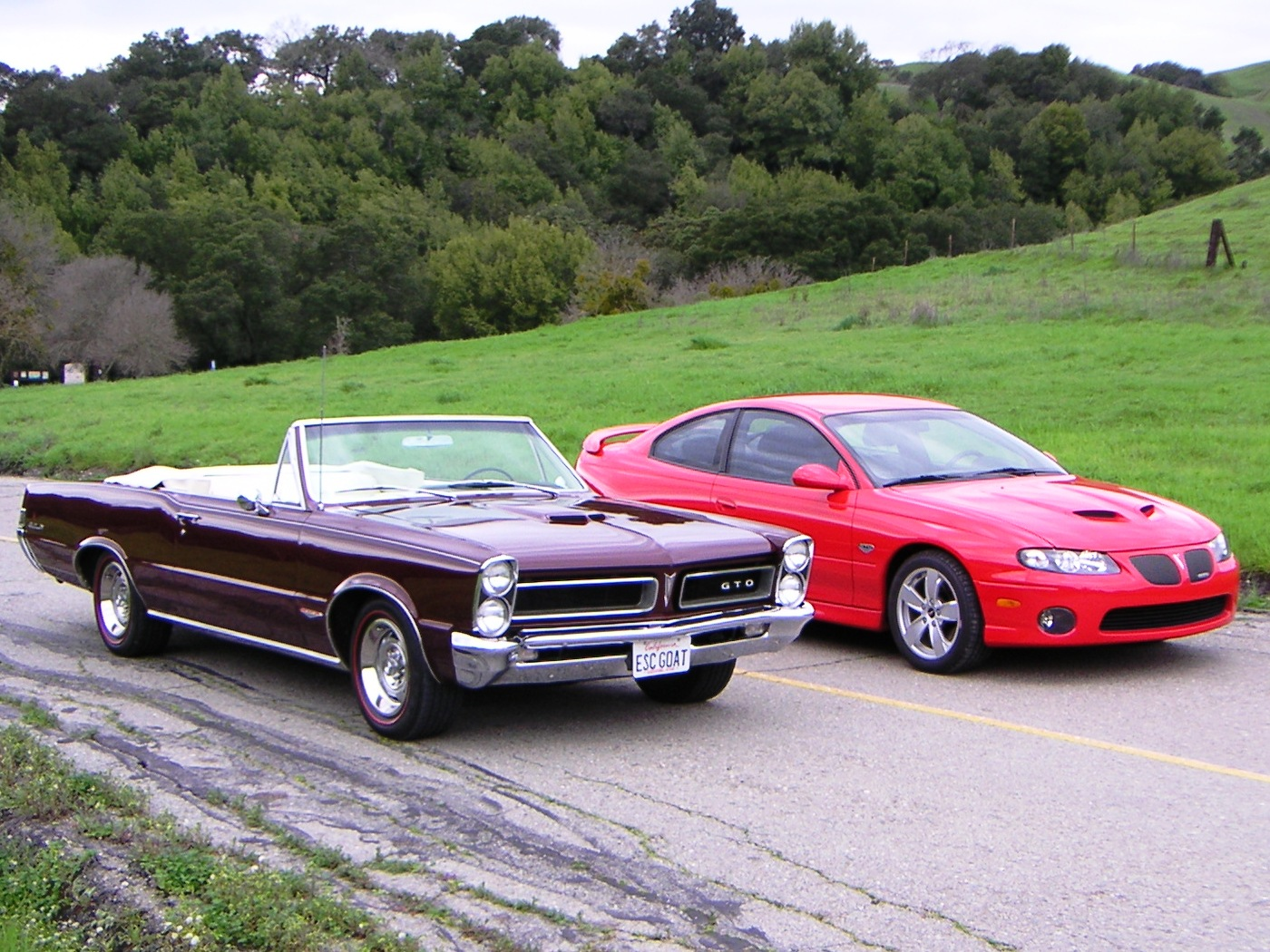
40 anys de GTO
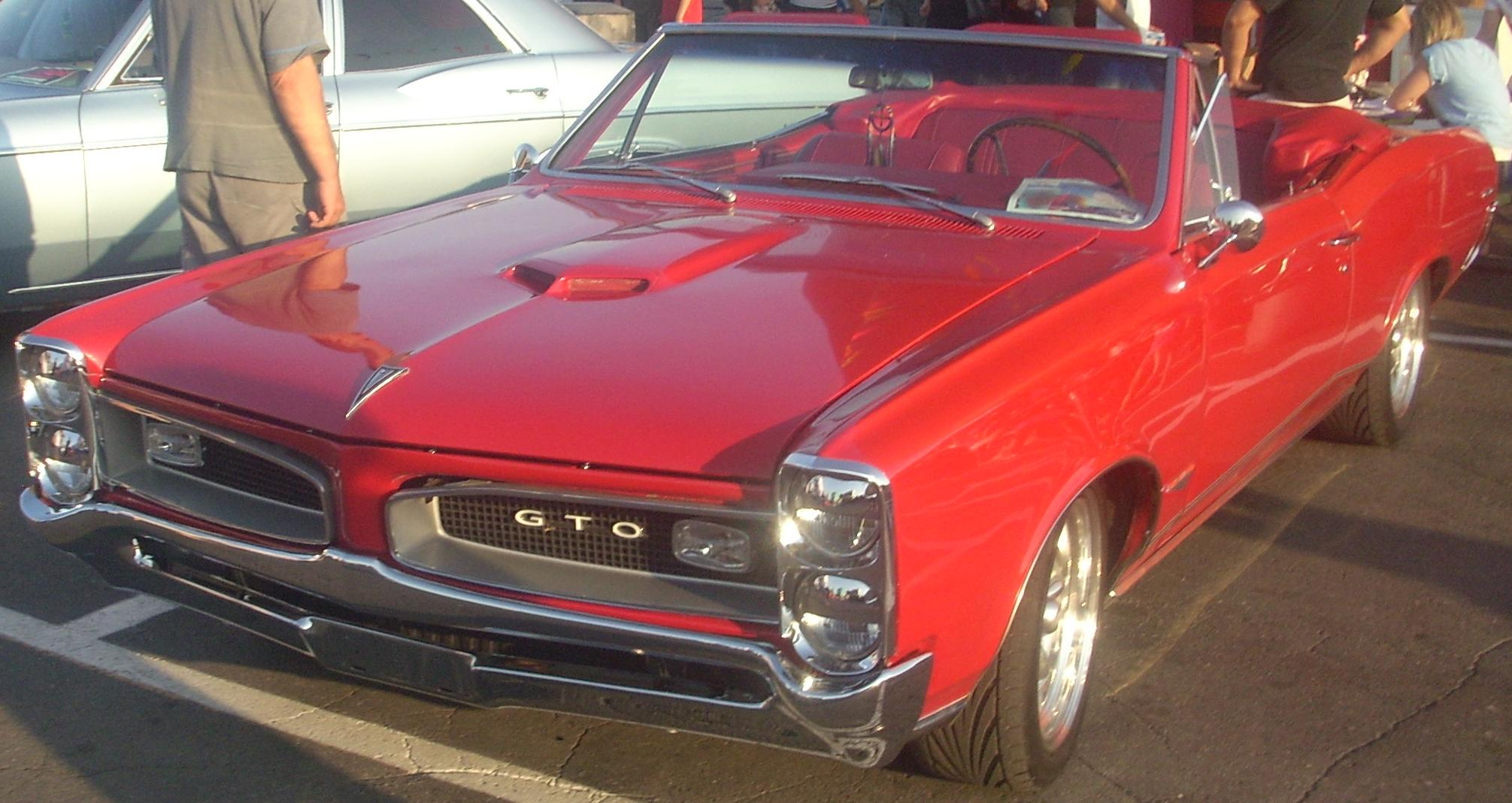
1966 Pontiac GTO convertible
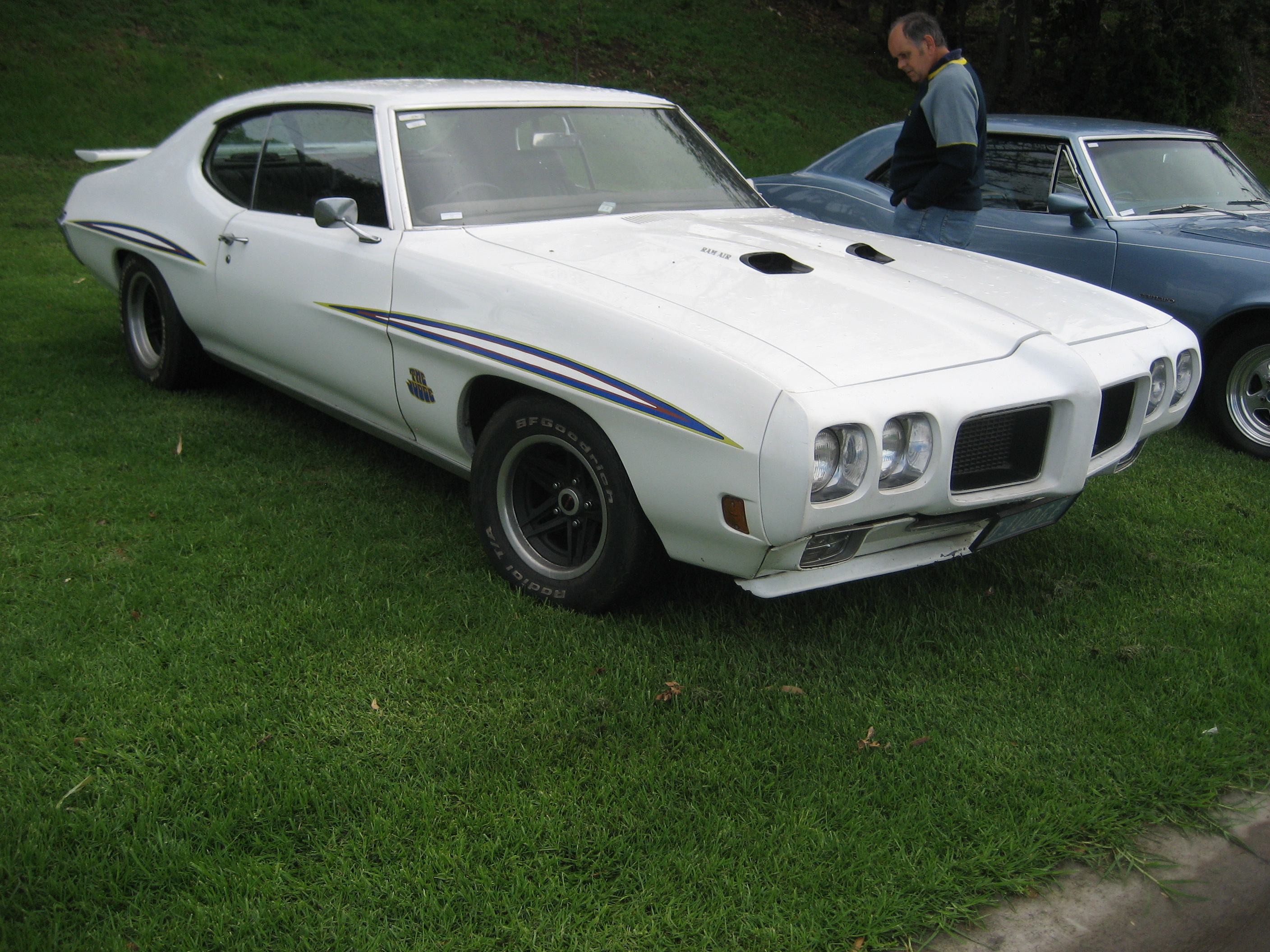
Pontiac GTO Judge 1970
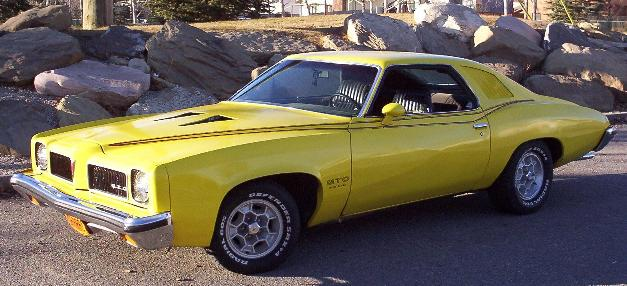
1973 Pontiac GTO sport cupè
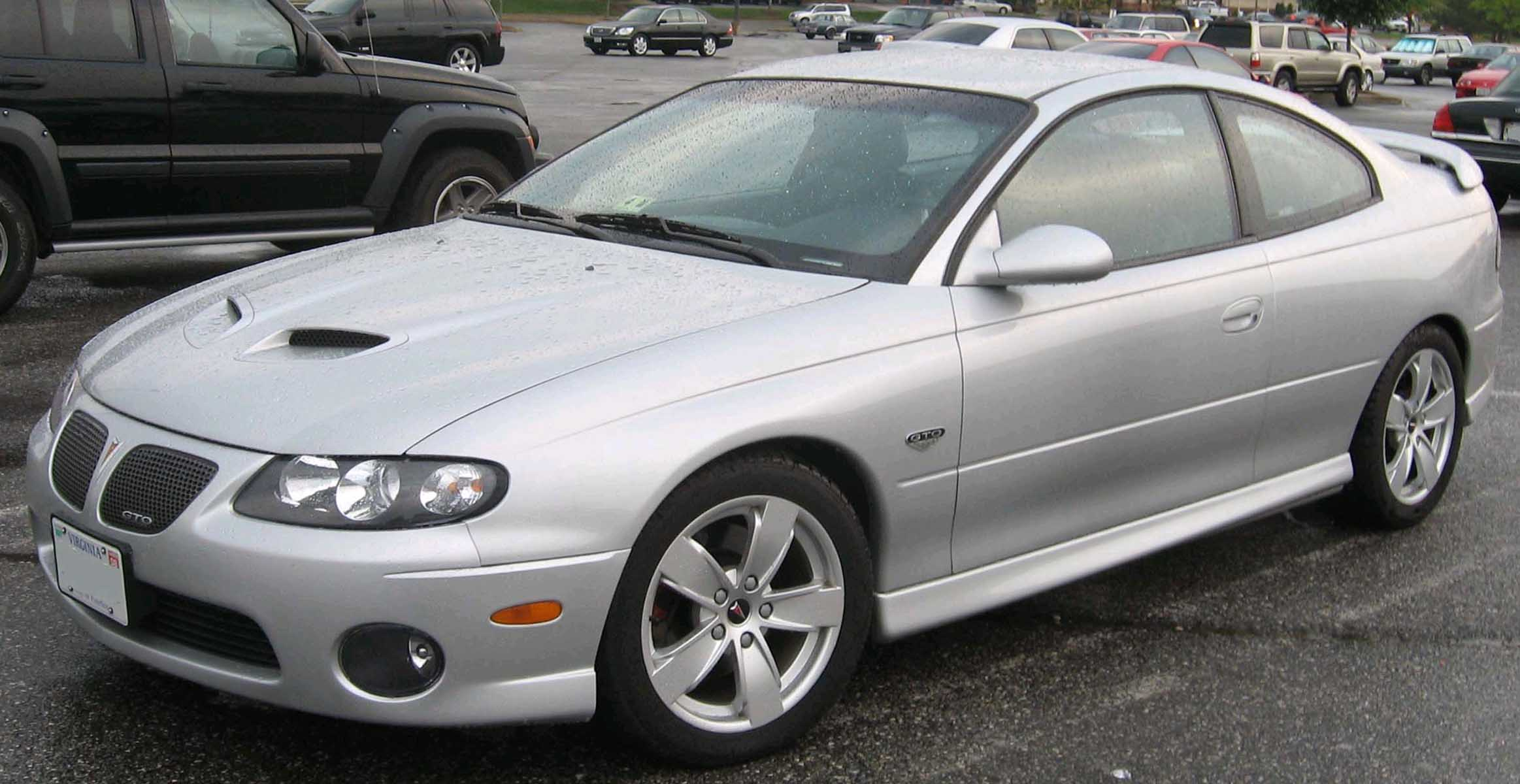
Pontiac GTO, model de 2006

## Aparicions
El GTO model 69 "The Judge" (el jutge) ha tingut algunes aparicions en sèries i pel·lícules nord-americanes com "XXX", pel·lícula protagonitzada per Vin Diesel i també la pel·lícula "Sex Drive" protagonitzada per Josh Zuckerman.
També, tant el model '70 com el model '04 van ser els protagonistes excloents de la pel·lícula "L'Últim Viatge", protagonitzada per Dennis Hopper. En aquesta, el model '70 és originalment de color vermell ataronjat, mentre que el model '04 és de color negre, i després va ser pintat de color vermell ataronjat com el model '70.